# Nzerekorena
Nzerekorena is een geslacht van kevers uit de familie bladkevers (Chrysomelidae).
De wetenschappelijke naam van het geslacht werd in 1955 gepubliceerd door Bechyne.

## Soorten
- Nzerekorena filicornis Scherer & Boppre, 1997